# خرائط ياندكس
خرائط ياندكس (بالإنجليزية: Yandex Maps)‏ هي خدمة مجانية مقدمة من موقع البحث ياندكس على الشبكة العالمية. توفر الخدمة عند بدايتها عرض لخرائط لشوارع أربع دول هي: روسيا وأوكرانيا وروسيا البيضاء مع إمكانية تحديد مكان عمل ما في تلك الدول، هذا بالإضافة إلى استطاعة الشخص مشاهدة صور عالية الوضوح بواسطة الأقمار الصناعية لمئات من المدن في العالم، أما الآن فلقد توسعت شبكة الطرق والشوارع لتشمل معظم مدن العالم وليس الأربعة التي بدأ بها المشروع فقط.
تم الإفصاح عن مشروع خرائط ياندكس في 27 أغسطس عام 2004م.

## شروط الخدمة
تضع ياندكس بعض الشروط على مستخدمي خدمتها، فأولا تنوه أن الخرائط والصور الفضائية هي في الأصل للأشخاص الذين يعملون على خطط مشروعية، وقد تكون المعلومات المعروضة غير متوافقة مع الحقيقة على أرض الواقع إذا كان هناك أسباب تدعو لذلك مثل أعمال الطرق وازدحامات السير وغير ذلك، كما أنهم يضعون قوانين صارمة بمنع استخدام صور الأقمار الصناعية في الدعاية والترويج بواسطة المستخدم، إضافة إلى ذلك يمنع المستخدم من نسخ أو تحليل أو تشفير أو عمل هندسة عكسية أو استعمال الصور بطريقة أخرى غير ما هي مخصصة له.

## اقرأ أيضا
- خرائط جوجل.

## وصلات خارجية
- خرائط ياندكس على موقع Google Play (الإنجليزية)
- خرائط ياندكس